# Vernon Lagoons
Die Vernon Lagoons im nordöstlichen Teil der Südinsel von Neuseeland war eine frühere Bezeichnung für die Lagunen ostsüdöstliche von Blenheim. Sie wurden auch manchmal Wairau Lagoons genannt. In älterer Literatur oder auch von dort lebenden Menschen sind diese alten Bezeichnungen noch zu finden oder zu hören.

## Namensherkunft
Es ist zu vermuten, dass die Lagunen von den frühen europäischen Siedlern Vernon Lagoons genannt wurden. Die Vernon Station, die südlich an die Lagunen angrenzt, war einer der ersten Ansiedlungen für die Schafs- und Rinderzucht in der Region Marlborough und vermutlich früher Namensgeber der Gewässer.

## Geographie
Mit Vernon Lagoons wurden zusammenfassend folgenden unter heutigem Namen bezeichnete Lagunen gemeint:
- Big Lagoon, rund 9,13 km²
- Upper Lagoon, rund 3,32 km²
- Waikārapi Lagoon, rund 0,84 km²
- Chandlers Lagoon, rund 0,69 km²[4][5]